# Шевченко (Покровська міська громада)
Шевче́нко (до 1921 — Лиса Гора, у 1921-1964 — Селище № 19-20) — селище Покровської міської громади Покровського району Донецької області, в Україні. Засноване 1912 року. Населення станом на 2025 рік становить 0 мешканців.

## Географія
Селище міського типу Шевченко розташоване за 9 км на південь від міста Покровськ (автошлях Т 0515) і за 64 км на північний захід від міста Донецьк. Протяжність селища зі сходу на захід — 2,5 км, з півночі на південь — 1,5 км, загальна площа — 311,2 га. Відстань до Покровської міської ради — 12 км.
Територія селища розташована на родовищах кам'яного вугілля. Рельєф у північній частині спокійний. Південна частина знижується в напрямку до водоймища (річка Солоний, права притока Солоної), на якому розташована зона відпочинку.

## Історія
Засноване селище Шевченко 1911 року. 
До 1918 року населення селища становило 400 чоловік, в 1959 році — 5500 чоловік, з 1970 року спостерігається зменшення населення. Станом на 01.01. 2011 року населення селища становить 1742 особи, більшість — пенсіонери.
Шевченківська селищна рада утворена в 1943 році. На території ради відсутні промислові, комунальні підприємства і підприємства сільськогосподарського виробництва. День селища приурочено до Дня шахтаря.

## Населення

### Чисельність
| 1959    | 1970    | 1979    | 1989    | 2001    |
| ------- | ------- | ------- | ------- | ------- |
| ▲ 5 441 | ▼ 4 853 | ▼ 3 737 | ▼ 3 053 | ▼ 2 101 |
| 2003    | 2004    | 2005    | 2006    | 2007    |
| ▼ 2 064 | ▼ 2 023 | ▼ 1 984 | ▼ 1 936 | ▼ 1 901 |
| 2008    | 2009    | 2010    | 2011    | 2012    |
| ▼ 1 853 | ▼ 1 792 | ▲ 1 798 | ▼ 1 784 | ▲ 1 793 |
| 2013    | 2014    | 2015    | 2016    | 2017    |
| ▼ 1 786 | ▼ 1 774 | ▼ 1 755 | ▼ 1 734 | ▼ 1 707 |
| 2018    | 2019    | 2020    | 2021    | 2022    |
| ▼ 1 698 | ▼ 1 674 | ▲ 1 677 | ▲ 1 682 | ▼ 1 654 |

### Мова
Розподіл населення за рідною мовою за даними перепису 2001 року:
| Мова       | Кількість | Відсоток |
| ---------- | --------- | -------- |
| російська  | 1255      | 59.71%   |
| українська | 844       | 40.14%   |
| білоруська | 1         | 0.05%    |
| румунська  | 1         | 0.05%    |
| болгарська | 1         | 0.05%    |
| Усього     | 2102      | 100%     |

За даними перепису 2001 року населення селища становило 2102 особи, із них 40,15 % зазначили рідною мову українську, 59,71 % — російську, 0,05 % — білоруську, румунську та болгарську мови.

## Промисловість
- Преображенський рудник

## Інфраструктура
На території селищної ради діють один промисловий і шість продовольчих магазинів, а також розташовані:
- Будинок культури ім. Т. Г. Шевченка, що перебуває на балансі ПАТ "ШУ «Покровське»;
- Дошкільний загальноосвітній заклад «Голубок», що перебуває на балансі ПАТ "ШУ «Покровське», який відвідують 55 дітей;
- ЗОШ I—III ст. № 33 відділу освіти Покровської міської ради, де навчаються 147 учнів;
- Амбулаторія селища міського типу імені Т. Г. Шевченка;
- Бригада швидкої медичної допомоги;
- Філія ощадного банку № 2863/04;
- Відділення зв'язку № 20 структурного підрозділу Покровського відділення поштового зв'язку Українського державного підприємства поштового зв'язку «Укрпошта».

## Пам'ятки
- «Шевченківський степ» - заказник місцевого значення, створений для збереження та відновлення ландшафтних комплексів на схилі правого берега струмка Солоний, який впадає по правому березі в річку Солону.

## Світлини

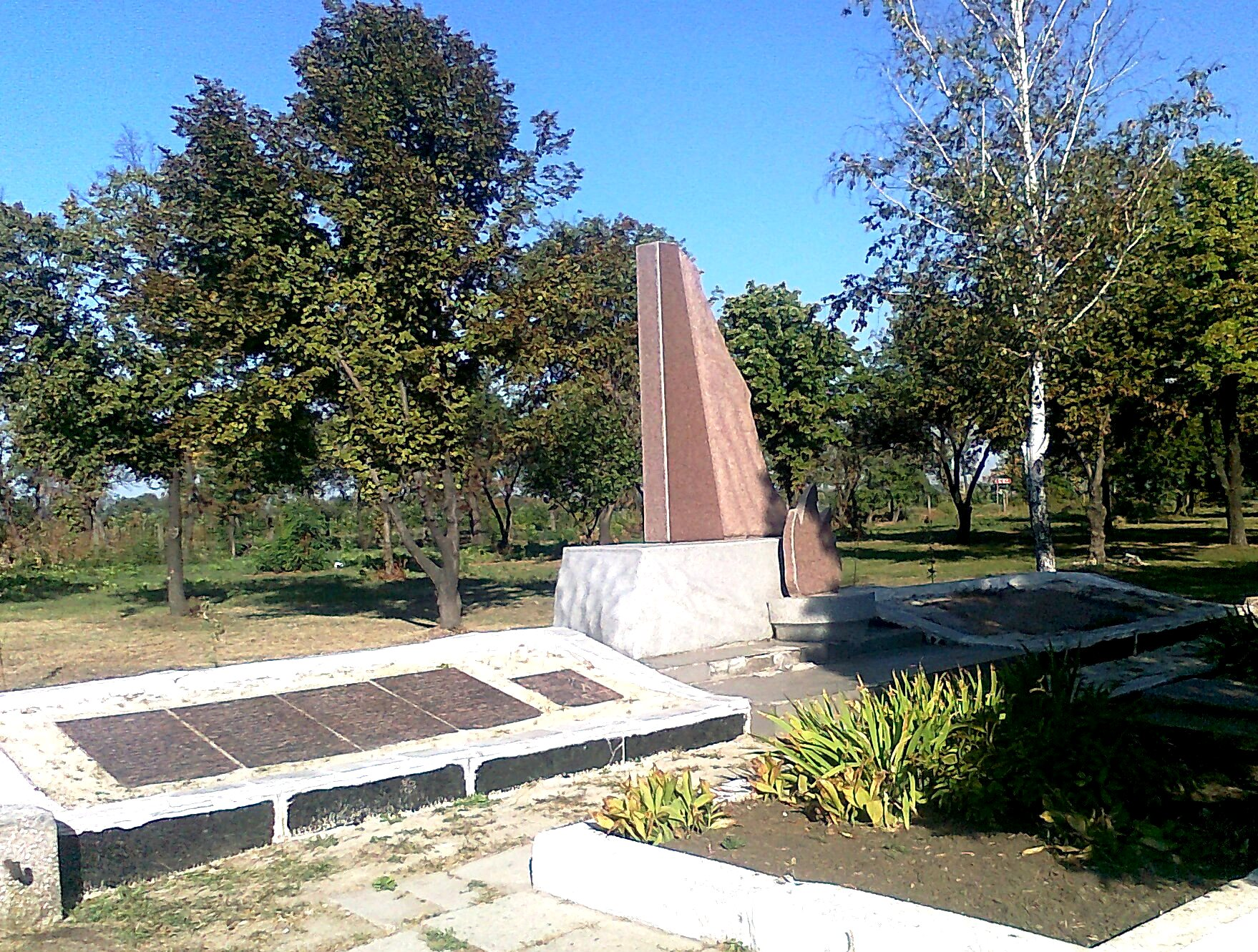
Братська могила радянських воїнів і партизанів

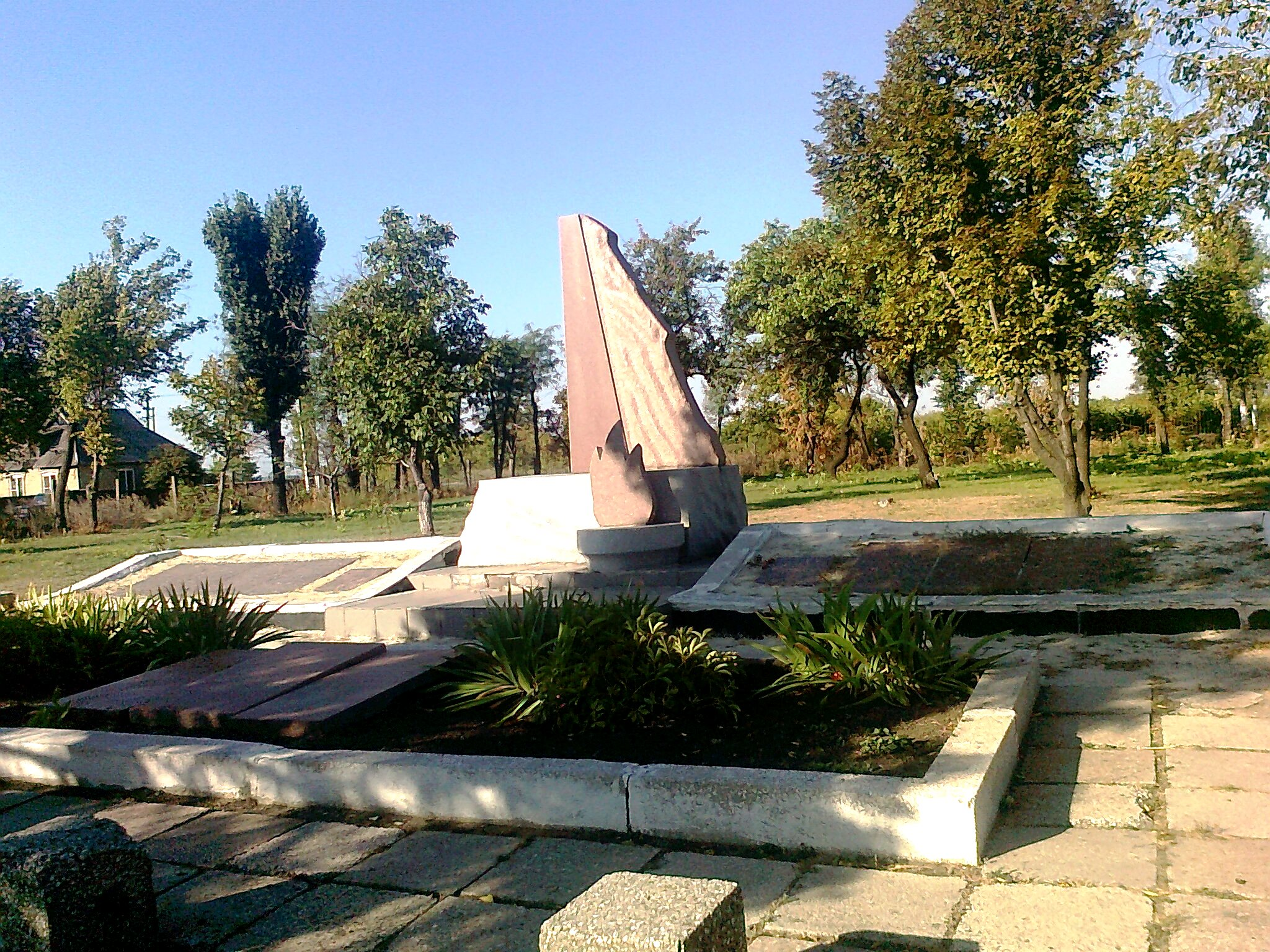
Братська могила радянських воїнів і партизанів

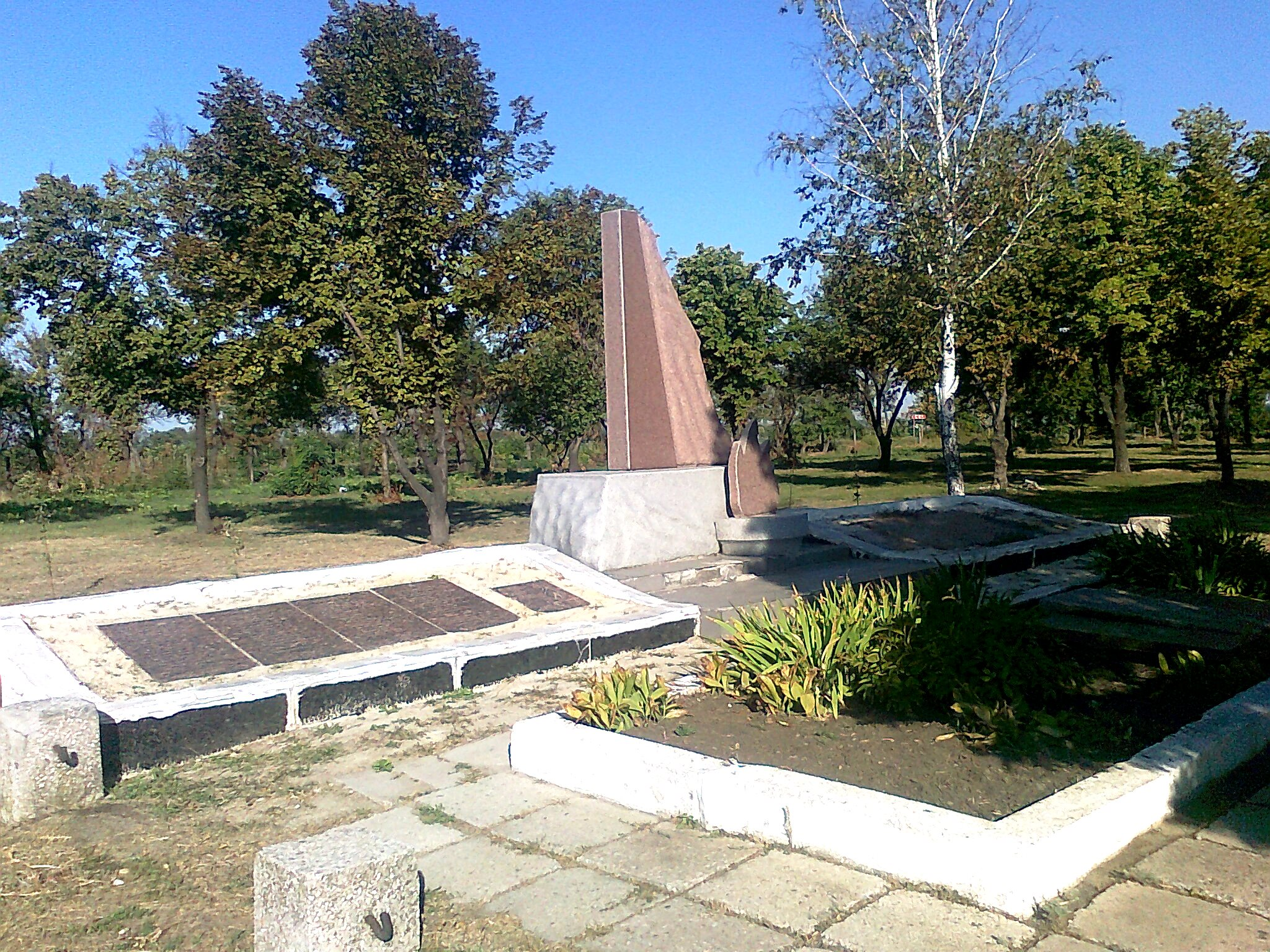
Братська могила радянських воїнів і партизанів

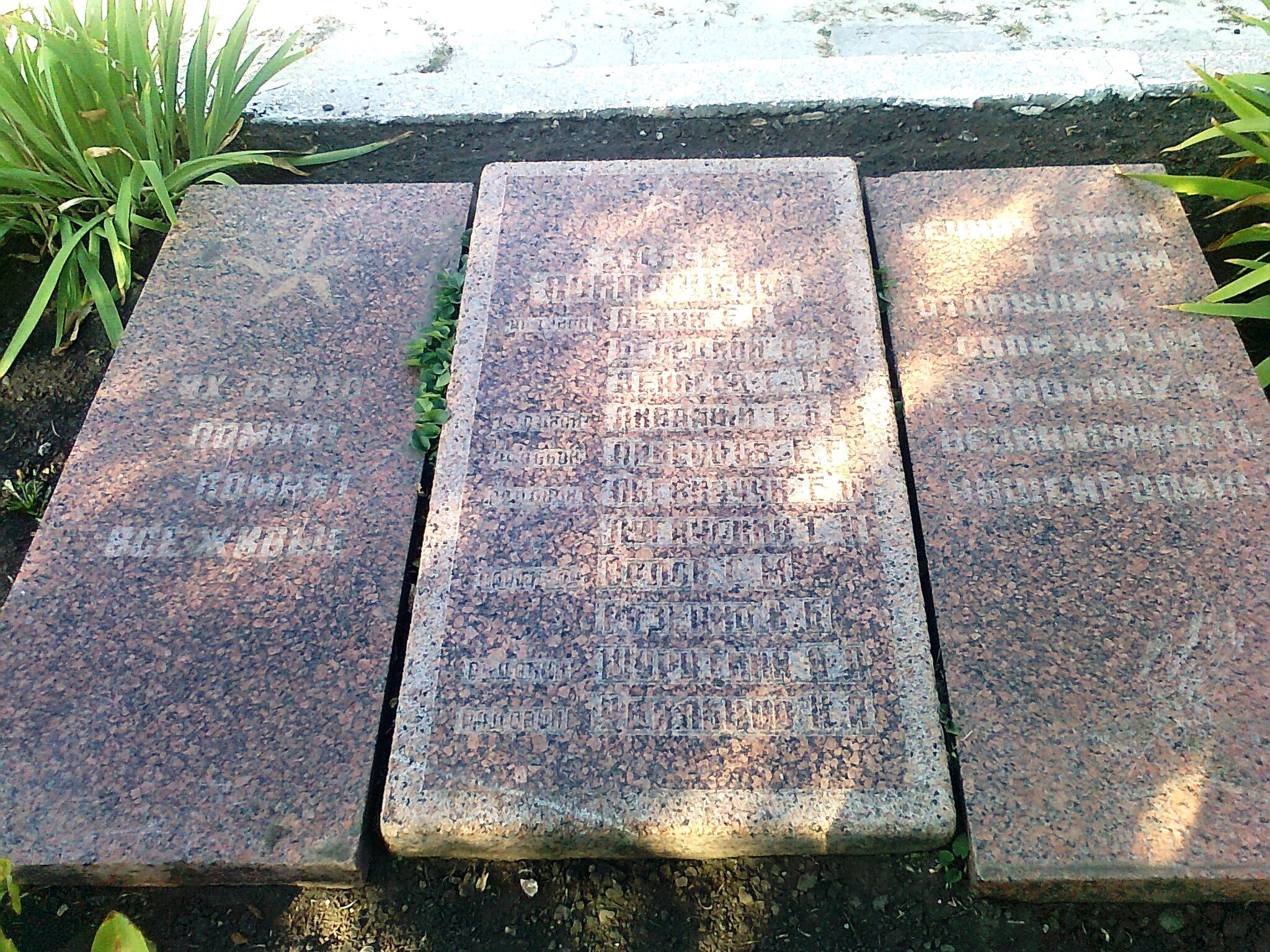
Братська могила радянських воїнів і партизанів